# Orostachys japonica
Genre
Classification phylogénétique
Orostachys japonica est une espèce de plantes à fleurs de la famille des Crassulaceae  et du genre des Orostachys.

## Répartition
Son habitat principal est à la surface des roches de montagne en Corée et au Japon et des roches des basses montagnes le long des ruisseaux en Chine.

## Description
Orostachys japonica est une plante bisannuelle ou vivace d'une dizaine de centimètres. Sa floraison a lieu de septembre à octobre. Les fleurs sont hermaphrodites. La rosette se forme comme une spatule.
En raison de sa forme croissante qui ressemble à un cône de pin, et son habitude de croître sur des roches de montagne, il est également appelé en anglais « rock pine », pin de roche. Les fleurs sont blanches et chaque fleur a cinq pétales coniques. La fleur n'a pas de pédoncule. Son calice est divisé en 5 parties. Quand les fleurs fleurissent et produisent des graines, elles s'assèchent.

## Culture
Orostachys japonica convient aux sols sableux et limoneux clairs, préfère les sols bien drainés et peut pousser dans des sols pauvres en nutriments.

## Médecine
Les feuilles et les tiges contiennent plusieurs constituants actifs sur le plan médical, comme des esters d'acides gras, de la friedéline et des flavonoïdes. Elles sont antispasmodiques et cytotoxiques.
La plante renforce le système immunitaire du corps humain pour produire des anticorps spécialisés, empêchant certaines maladies. Elle a un effet anti-cancer, supprimant la propagation des cellules cancéreuses. C'est pourquoi on l'utilise dans le traitement de la tumeur et d'autres maladies.
En Corée, elle sert au traitement du cancer, de la gingivite, de la coagulation et de la métrite.

## Source de la traduction
- (en) Cet article est partiellement ou en totalité issu de l’article de Wikipédia en anglais intitulé « Orostachys japonica » (voir la liste des auteurs).